# Список Імператорів Японії
Роки правління перших 28 імператорів Японії (особливо перших 16) засновані на легендах.

## Історичні періоди

### Період Яйой
|    | Роки правління | Роки правління | Ім'я              | Особисте ім'я                                                       | Коментарі                                  |
| -- | -------------- | -------------- | ----------------- | ------------------------------------------------------------------- | ------------------------------------------ |
| 1  | 660 до н. е.   | 585 до н. е.   | Імператор Дзімму  | Камуямато Іваребіко                                                 | походив від богині Аматерасу               |
| 2  | 581 до н. е.   | 549 до н. е.   | Імператор Суйдзей | Камісама Ґава Міміно но Мікото                                      | легендарний                                |
| 3  | 549 до н. е.   | 511 до н. е.   | Імператор Анней   | Сікіцухіко Тама Деміно но Мікото                                    | легендарний                                |
| 4  | 510 до н. е.   | 476 до н. е.   | Імператор Ітоку   | Охо Яматохіко Сукі Томонау но Мікото                                | легендарний                                |
| 5  | 475 до н. е.   | 393 до н. е.   | Імператор Косьо   | Міна Цухіко Каесінено но Мікото                                     | легендарний                                |
| 6  | 392 до н. е.   | 291 до н. е.   | Імператор Коан    | Охо Ямато Тарасіхіко Куніосі Хіто но Мікото                         | легендарний                                |
| 7  | 290 до н. е.   | 215 до н. е.   | Імператор Корей   | Охо Ямато Некохіко Футоні но Мікото                                 | легендарний                                |
| 8  | 214 до н. е.   | 158 до н. е.   | Імператор Коґен   | Охо Ямато Некохіко Куні Куроно но Мікото                            | легендарний                                |
| 9  | 157 до н. е.   | 98 до н. е.    | Імператор Кайка   | Охо Вакай Ямато Некохіко Охо Бібіно но Мікото                       | легендарний                                |
| 10 | 97 до н. е.    | 29 до н. е.    | Імператор Судзін  | Мімакі Іріхіко Ініе но Мікото                                       | легендарний                                |
| 11 | 29 до н. е.    | 70             | Імператор Суйнін  | Ікуме Іріхіко Ісаті но Мікото                                       | легендарний                                |
| 12 | 71             | 130            | Імператор Кейко   | Охо Тарасіхіко Осіваке но Мікото                                    | легендарний                                |
| 13 | 131            | 191            | Імператор Сейму   | Вакай Тарасіхіко                                                    | легендарний                                |
| 14 | 192            | 200            | Імператор Тюай    | Тарасі Накацухіко но Мікото                                         | легендарний                                |
|    | 200            | 209            | Міжцарів'я        | Міжцарів'я                                                          | Міжцарів'я                                 |
|    | 209            | 269            | Регент Дзінґу     | Регент Дзінґу                                                       | міф                                        |
| 15 | 270            | 310            | Імператор Одзін   | Фондано Міко но Мікото / Отомоваке но Мікото / Фумудаваке но Мікото | Перший Імператор, що отримав титул Хатіман |
| 16 | 313            | 399            | Імператор Нінтоку | Охо Садзакі но Мікото                                               | приблизні дати                             |

### Період Кофун— перший підперіод епохи Ямато
|    | Роки правління | Роки правління | Ім'я              | Особисте ім'я                                       | Коментарі                           |
| -- | -------------- | -------------- | ----------------- | --------------------------------------------------- | ----------------------------------- |
| 17 | 400            | 405            | Імператор Рітю    | Ісао Ваке но Мікото                                 | приблизні дати                      |
| 18 | 406            | 410            | Імператор Хандзей | Місу ва Ваке но Мікото                              | приблизні дати                      |
| 19 | 411            | 453            | Імператор Інґьо   | О Ацумано Вакако но Сукуне                          | приблизні дати                      |
| 20 | 453            | 456            | Імператор Анко    | Анахоно но Мікото                                   | приблизні дати                      |
| 21 | 456            | 479            | Імператор Юряку   | Охо Хацунено но Мікото                              | приблизні дати                      |
| 22 | 480            | 484            | Імператор Сейней  | Сіраґа Такехіро Куні Осі Вакай Ямато Неко но Мікото | приблизні дати                      |
| 23 | 485            | 487            | Імператор Кендзо  | Охоке но Мікото                                     | приблизні дати                      |
| 24 | 488            | 498            | Імператор Нінкен  | Охо Ай Адзана Сімано Іракко                         | приблизні дати                      |
| 25 | 498            | 506            | Імператор Бурецу  | О Фацусе Вакай Садзакі                              | приблизні дати                      |
| 26 | 507            | 531            | Імператор Кейтай  | О Офу Атонохіко Фудо но Мікото                      | вірогідний засновник нової династії |
| 27 | 531            | 536            | Імператор Анкан   | Хірокуні Осітаке Канахі но Мікото                   | приблизні дати                      |
| 28 | 536            | 549            | Імператор Сенка   | Такехі Хірокуні Осітаке но Мікото                   | приблизні дати                      |

### Період Асука— другий підперіод епохи Ямато
|    | Роки правління | Роки правління | Ім'я                | Особисте ім'я                                | Коментарі         |
| -- | -------------- | -------------- | ------------------- | -------------------------------------------- | ----------------- |
| 29 | 549            | 571            | Імператор Кіммей    | Амекуні Осіхаракі Хіроніва но Мікото         |                   |
| 30 | 572            | 585            | Імператор Бідацу    | Нумакура Футотамсікі но Мікото               |                   |
| 31 | 585            | 587            | Імператор Йомей     | Татібана но Тойохі но Мікото                 |                   |
| 32 | 587            | 592            | Імператор Сусюн     | Хацусебе но Мікото                           |                   |
| 33 | 593            | 628            | Імператриця Суйко   | Тойоміке Касікія                             | Перша Імператриця |
| 34 | 629            | 641            | Імператор Дзьомей   | Тамура                                       |                   |
| 35 | 642            | 645            | Імператриця Коґьоку | Такара                                       | правила двічі     |
| 36 | 645            | 654            | Імператор Котоку    | Кару                                         |                   |
| 37 | 655            | 661            | Імператриця Коґьоку | Такара                                       | див. також 35     |
| 38 | 661            | 672            | Імператор Тендзі    | Аме Хіракі Ваке но Мікато                    |                   |
| 39 | 672            | 672            | Імператор Кобун     | Отомо                                        |                   |
| 40 | 672            | 686            | Імператор Темму     | Оама                                         |                   |
| 41 | 686            | 697            | Імператриця Дзіто   | Таке Ама Вара Хіро но Хіме                   |                   |
| 42 | 697            | 707            | Імператор Момму     | Аманомо Муне Тойо                            |                   |
| 43 | 707            | 715            | Імператриця Ґеммей  | Ямато Неко Амацу Мі Сіро Тойо Куні Нарі Хіме |                   |

### Період Нара
|    | Роки правління | Роки правління | Ім'я               | Особисте ім'я                               | Коментарі     |
| -- | -------------- | -------------- | ------------------ | ------------------------------------------- | ------------- |
| 44 | 715            | 724            | Імператриця Ґенсьо | Хідака                                      |               |
| 45 | 724            | 749            | Імператор Сьому    | Аме Сірусі Куні Осі Харукі Тойо Сакура Хіко |               |
| 46 | 749            | 758            | Імператриця Кокен  | Абе                                         | правила двічі |
| 47 | 758            | 764            | Імператор Дзюннін  | Охо Іно Охокімі                             |               |
| 48 | 764            | 770            | Імператриця Кокен  |                                             | див. також 46 |
| 49 | 770            | 781            | Імператор Конін    | Сіра Кабена Охокімі                         |               |

### Період Хей'ан
|    | Роки правління | Роки правління | Ім'я                  | Особисте ім'я                            | Коментарі          |
| -- | -------------- | -------------- | --------------------- | ---------------------------------------- | ------------------ |
| 50 | 781            | 806            | Імператор Камму       | Ямато Неко Субераґі Такаратеру но Мікото |                    |
| 51 | 806            | 809            | Імператор Хейдзей     | Ямато Неко Амахіракі Куні Такахіко       |                    |
| 52 | 809            | 823            | Імператор Саґа        | Камі но Сіно                             |                    |
| 53 | 823            | 833            | Імператор Дзюнна      | Оходомо но Сіно                          |                    |
| 54 | 833            | 850            | Імператор Німмьо      | Масара                                   |                    |
| 55 | 850            | 858            | Імператор Монтоку     | Мітіясу Сін о                            |                    |
| 56 | 858            | 876            | Імператор Сейва       | Корехіто                                 |                    |
| 57 | 876            | 884            | Імператор Йодзей      | Садаакі                                  |                    |
| 58 | 884            | 887            | Імператор Коко        | Токіясу                                  |                    |
| 59 | 887            | 897            | Імператор Уда         | Садайосі                                 |                    |
| 60 | 897            | 930            | Імператор Дайґо       | Ацухіто                                  |                    |
| 61 | 930            | 946            | Імператор Судзаку     | Хіроакіра                                |                    |
| 62 | 946            | 967            | Імператор Муракамі    | Наріакіра                                |                    |
| 63 | 967            | 969            | Імператор Рейдзей     | Норіхіра                                 |                    |
| 64 | 969            | 984            | Імператор Ен'ю        | Моріхіра                                 |                    |
| 65 | 984            | 986            | Імператор Кадзан      | Моросада                                 |                    |
| 66 | 986            | 1011           | Імператор Ітідзьо     | Канехіто                                 |                    |
| 67 | 1011           | 1016           | Імператор Сандзьо     | Суесада                                  |                    |
| 68 | 1016           | 1036           | Імператор Ґо-Ітідзьо  | Ацунарі                                  |                    |
| 69 | 1036           | 1045           | Імператор Ґо-Судзаку  | Ацуйосі                                  |                    |
| 70 | 1045           | 1068           | Імператор Ґо-Рейдзей  | Тікахіто                                 |                    |
| 71 | 1068           | 1073           | Імператор Ґо-Сандзьо  | Такахіто                                 |                    |
| 72 | 1073           | 1087           | Імператор Сіракава    | Садахіто                                 | інсей до 1129      |
| 73 | 1087           | 1107           | Імператор Хорікава    | Йосіхіто                                 |                    |
| 74 | 1107           | 1123           | Імператор Тоба        | Мунехіто                                 | інсей 1129 по 1156 |
| 75 | 1123           | 1142           | Імператор Сутоку      | Акіхіто                                  |                    |
| 76 | 1142           | 1155           | Імператор Коное       | Тосіто                                   |                    |
| 77 | 1155           | 1158           | Імператор Ґо-Сіракава | Масахіто                                 | інсей 1158 по 1192 |
| 78 | 1158           | 1165           | Імператор Нідзьо      | Моріхіто                                 |                    |
| 79 | 1165           | 1168           | Імператор Рокудзьо    | Тосіхіто                                 |                    |
| 80 | 1168           | 1180           | Імператор Такакура    | Норіхіто                                 |                    |
| 81 | 1180           | 1185           | Імператор Антоку      | Котохіто                                 |                    |
| 82 | 1183           | 1198           | Імператор Ґо-Тоба     | Таканарі                                 |                    |

### Період Камакура
|    | Роки правління | Ім'я                  | Особисте ім'я | Коментарі                                                |
| -- | -------------- | --------------------- | ------------- | -------------------------------------------------------- |
| 83 | 1198 по 1210   | Імператор Цутімікадо  | Тамехіто      |                                                          |
| 84 | 1210 по 1221   | Імператор Дзюнтоку    | Морінарі      |                                                          |
| 85 | 1221           | Імператор Тюкьо       | Каненарі      |                                                          |
| 86 | 1221 по 1232   | Імператор Ґо-Хорікава | Тойохіто      |                                                          |
| 87 | 1232 по 1242   | Імператор Сідзьо      | Хідехіто      |                                                          |
| 88 | 1242 по 1246   | Імператор Ґо-Саґа     | Куніхіто      |                                                          |
| 89 | 1246 по 1260   | Імператор Ґо-Фукакуса | Хісахіто      |                                                          |
| 90 | 1260 по 1274   | Імператор Камеяма     | Цунехіто      |                                                          |
| 91 | 1274 по 1287   | Імператор Ґо-Уда      | Йоріхіто      |                                                          |
| 92 | 1287 по 1298   | Імператор Фусімі      | Хірохіто      |                                                          |
| 93 | 1298 по 1301   | Імператор Ґо-Фусімі   | Танехіто      |                                                          |
| 94 | 1301 по 1308   | Імператор Ґо-Нідзьо   | Куніхару      |                                                          |
| 95 | 1308 по 1318   | Імператор Ханадзоно   | Томіхіто      |                                                          |
| 96 | 1318 по 1339   | Імператор Ґо-Дайґо    | Такехару      | Скинутий сьоґунатом, 1332; Південний двір з 1336 по 1339 |

### Північний Двір
|  | Роки правління | Ім'я                | Особисте ім'я | Коментарі                               |
|  | -------------- | ------------------- | ------------- | --------------------------------------- |
|  | 1331 по 1333   | Імператор Коґон     | Кадзухіто     |                                         |
|  | 1336 по 1348   | Імператор Комьо     | Ютахіто       |                                         |
|  | 1348 по 1351   | Імператор Суко      | Окіхіто       |                                         |
|  | 1351 по 1352   | міжцарів'я          | міжцарів'я    |                                         |
|  | 1352 по 1371   | Імператор Ґо-Коґон  | Іяхіто        |                                         |
|  | 1371 по 1382   | Імператор Ґо-Ен'ю   | Охіто         |                                         |
|  | 1382 по 1392   | Імператор Ґо-Комацу | Мотохіто      | Возз'єднав двори в 1392, див. також 100 |

### Період Муроматі
|     | Роки правління | Ім'я                    | Особисте ім'я | Коментарі      |
| --- | -------------- | ----------------------- | ------------- | -------------- |
| 97  | 1339 по 1368   | Імператор Ґо-Муракамі   | Норійосі      | Південний Двір |
| 98  | 1368 по 1383   | Імператор Тьокей        | Ютанарі       | Південний Двір |
| 99  | 1383 по 1392   | Імператор Ґо-Камеяма    | Хіронарі      | Південний Двір |
| 100 | 1392 по 1412   | Імператор Ґо-Комацу     | Мотохіто      |                |
| 101 | 1412 по 1428   | Імператор Сьоко         | Міхіто        |                |
| 102 | 1428 по 1464   | Імператор Ґо-Ханадзоно  | Хикохито      |                |
| 103 | 1464 по 1500   | Імператор Ґо-Цутімікадо | Наріхіто      |                |
| 104 | 1500 по 1526   | Імператор Ґо-Касівабара | Кацухіто      |                |
| 105 | 1526 по 1557   | Імператор Ґо-Нара       | Томохіто      |                |
| 106 | 1557 по 1586   | Імператор Оґіматі       | Мітіхіто      |                |
| 107 | 1586 по 1611   | Імператор Ґо-Йодзей     | Катахіто      |                |

### Період Едо
|     | Роки правління | Ім'я                      | Особисте ім'я                       | Коментарі           |
| --- | -------------- | ------------------------- | ----------------------------------- | ------------------- |
| 108 | 1611 по 1629   | Імператор Ґо-Мідзуноо     | Котохіто                            |                     |
| 109 | 1629 по 1643   | Імператриця Мейсьо        | Окіко                               |                     |
| 110 | 1643 по 1654   | Імператор Ґо-Комьо        | Цуґухіто                            |                     |
| 111 | 1655 по 1663   | Імператор Ґо-Сай          | Наґахіто                            |                     |
| 112 | 1663 по 1687   | Імператор Рейґен          | Сатохіто                            | інсей 1687 по 1713? |
| 113 | 1687 по 1709   | Імператор Хіґасіяма       | Асахіто                             |                     |
| 114 | 1709 по 1735   | Імператор Накамікадо      | Йосіхіто                            |                     |
| 115 | 1735 по 1747   | Імператор Сакураматі      | Терухіто                            |                     |
| 116 | 1747 по 1762   | Імператор Момодзоно       | Тохіто                              |                     |
| 117 | 1762 по 1771   | Імператриця Ґо-Сакураматі | Тосіко                              |                     |
| 118 | 1771 по 1779   | Імператор Ґо-Момодзоно    | Хідехіто                            |                     |
| 119 | 1780 по 1817   | Імператор Кокаку          | Томохіто (Морохіто, до всиновлення) |                     |
| 120 | 1817 по 1846   | Імператор Нінко           | Аяхіто                              |                     |
| 121 | 1846 по 1867   | Імператор Комей           | Осахіто                             |                     |

### Сучасна Японія
|     | Роки правління | Ім'я               | Особисте ім'я | Коментарі                                    |
| --- | -------------- | ------------------ | ------------- | -------------------------------------------- |
| 122 | 1867 по 1912   | Імператор Мейдзі   | Муцухіто      | перший Імператор при конституційній монархії |
| 123 | 1912 по 1926   | Імператор Тайсьо   | Йосіхіто      |                                              |
| 124 | 1926 по 1989   | Імператор Сьова    | Хірохіто      | останній Імператор, що мав реальну владу     |
| 125 | 1989 по 2019   | Імператор Акіхіто  | Акіхіто       | Зрікся від престолу                          |
| 126 | 2019 - донині  | Імператор Нарухіто | Нарухіто      |                                              |